# Relations entre la Belgique et la Serbie
Les relations entre la Belgique et la Serbie sont des relations internationales s'exerçant entre deux États, la Belgique et la Serbie. Elles sont structurées par deux ambassades, l'Ambassade du Monténégro en Belgique et son homologue l'Ambassade de Belgique en Serbie, cette dernière couvrant les relations diplomatiques à la fois avec le Monténégro et la Serbie.
Elles ont débuté lors de l'indépendance de la Serbie. Elles sont, pour partie, la continuation des relations entre la Belgique et la Yougoslavie.

## Histoire des relations belgo-serbes
Les relations diplomatiques officielles entre la Belgique et la Serbie remontent à 1879.

## Représentations
La représentation diplomatique belge pour la Serbie a la particularité d'être commune avec sa représentation diplomatique auprès du Monténégro, au sein de l'Ambassade de Belgique en Serbie.